# Indianapolis Colts
Indianapolis Colts je NFL momčad koja se natječe u južnoj diviziji AFC konferencije. Osnovani su 1953. u Baltimoreu u Marylandu kao Baltimore Coltsi, a 1984. se sele u Indianapolis u Indiani. Dosad su osvojili pet naslova prvaka, od toga četiri za vrijeme koje su proveli u Baltimoreu.
Domaće utakmice od 2008. igraju na Lucas Oil Stadiumu.

## Povijest kluba

### Baltimore Colts
Prva momčad pod imenom Baltimore Colts bila je osnovana 1947. te je igrala u tadašnjoj AAFC ligi  zajedno između ostalih s Cleveland Brownsima i San Francisco 49ersima. Coltsi, Brownsi i 49ersi 1949. iz AAFC lige prelaze u NFL ligu, ali Coltsi odustaju od natjecanja već nakon prve sezone. NFL se vraća u Baltimore 1953. godine nakon što Baltimore preuzima mjesto u ligi od ugašenih Dallas Texansa.  Momčad dobiva ime Colts, ali zadržava plavu i bijelu boju močadi Texansa (za razliku od prijašnjih Baltimore Coltsa koji su koristili zelenu i srebrnu).

#### Tri osvojena prvenstva s Johnnyjem Unitasom
Coltsi nisu dugo morali čekati na uspjeh. Predvođeni quarterbackom Johnnyjem Unitasom, u "najboljoj utakmici ikad odigranoj",  osvajaju prvenstvo 1958. godine pobjedom nad New York Giantsima 23:17 nakon produžetaka. Već sljedeće godine, ovaj put na domaćem terenu, ponovno igraju finalnu utakmicu protiv Giantsa koje nakon odlične igre u posljednjoj četvrtini pobjeđuju 31:16. Slijede četiri sezone bez doigravanja, a 1964. momčad s 12 pobjeda i samo dva poraza u sezoni dolazi ponovno do finala gdje ih čekaju Cleveland Brownsi predvođeni Jimom Brownom. Brownsi pobjeđuju 27:0. Johnny Unitas je te sezone također bio proglašen za MVP-a lige, a trener Don Shula za najboljeg trenera lige.
Sezona 1968. donijela je ozljedu Unitasa, te njega zamjenjuje Earl Morrall. Morrall vodi momčad do najboljeg omjera u sezoni u povijesti, s 13 pobjeda u 14 utakmica te postaje najkorisniji igrač lige (MVP). U doigravanju Coltsi pobjeđuju Minnesota Vikingse i Cleveland Brownse te dolaze do Super Bowla. Unatoč ulozi favorita, Coltsi gube od New York Jetsa quarterbacka Joea Namatha 16:7.
1970. dolazi do spajanja NFL i AFL lige i nova liga sada broji 26 momčadi. Coltsi, zajedno s Pittsburgh Steelersima i Cleveland Brownsima, prelaze u novoosnovanu AFC konferenciju koju osim njih čine samo ekipe iz AFL-a. Bez problema osvajaju diviziju i u prvoj utakmici playoffa pobjeđuju Cincinnati Bengalse nakon toga Oakland Raiderse. Njihovo peto pojavljivanje u utakmici za prvenstvo je protiv Dallas Cowboysa koje u utakmici prepunoj raznih pogrešaka (tzv. "Blunder Bowl")  pobjeđuju 16:13 i osvajaju svoje treće prvenstvo u povijesti. Unitas je momčad predvodio još samo dvije sezone, te ga Coltsi 1972. razmjenjuju u San Diego.  U idućih desetak godina Coltsi ne uspijavaju ponoviti uspjehe iz Unitasove ere, ulaze u doigravanje tri puta (1975. do 1977.), ali i bilježe jednu sezonu bez pobjede (1982.). 

### Indianapolis Colts
Loši rezultati, problemi s obnovom stadiona, loša posjeta navijača i loši odnosi vlasnika Coltsa Roberta Irsaya s čelnicima grada Baltimorea doveli su do neizbježnog preseljenja momčadi. Vodeći ljudi grada Indianapolisa su također pokušavali dovesti NFL momčad, te Coltsi sele u Indianapolis,  iako bez odobrenja lige.
Za Coltse, novo podneblje nije donijelo dobre rezultate. U prve tri sezone bilježe samo 12 pobjeda (u 48 utakmica) i prvi put u doigravanje ulaze 1987. gdje odmah gube od Cleveland Brownsa. Tek 1995. slijedi njihovo iduće pojavljivanje u doigravanju. Tada predvođeni quarterbackom Jimom Harbaughom (današnjim trenerom San Francisco 49ersa) dolaze do konferencijskog finala gdje gube od Pittsburgh Steelersa 20:16.

#### Era Peytona Manninga (1998. do 2011.)
Nakon samo 3 pobjede u sezoni 1997. Coltsi imaju najslabiji omjer u ligi i dobivaju prvi izbor na draftu iduće godine. Njime biraju quarterbacka Peytona Manninga. Manning uspijeva u svojoj prvoj sezoni zabilježiti samo 3 pobjede za Coltse, međutim već u idućoj, 1999., Coltsi sezonu završavaju s 13 pobjeda. U doigravanju Tennessee Titansi pobjeđuju Coltse u divizijskoj rundi 19:16. Od 2000. do 2002. Coltsi dvaput gube u wild-card rundi doigravanja.
Svoju prvu titulu MVP-a lige Manning osvaja 2003. nakon 12 pobjeda u sezoni. Coltsi dolaze sve do konferencijskog finala gdje ih pobjeđuju kasniji prvaci New England Patriotsi quarterbacka Toma Bradya 24:14. Sljedeće sezone Manning je ponovno MVP lige, Coltsi ponovno osvajaju diviziju i ponovno gube u doigravanju od Patriotsa, 20:3. Do rekordnih 14 pobjeda u sezoni dolaze 2005., ali ih odmah u prvoj utamici playoffa pobjeđuju budući prvaci Pittsburgh Steelersi predvođeni Benom Roethlisbergerom.
Coltsi konačno dolaze do naslova prvaka 2006. Četvrti put zaredom osvajaju diviziju i u doigravanju pobjeđuju redom Kansas City Chiefse, Baltimore Ravense i stare rivale Patriotse. U Super Bowlu ih dočekuju Chicago Bearsi koje pobjeđuju 29:17 i time osvajaju svoj prvi naslov od 1970. godine. 
Iduće dvije sezone Coltsi gube u prvoj utakmici doigravanja, svaki put protiv San Diego Chargersa. Na kraju sezone 2008. trener Coltsa Tony Dungy odlazi u mirovinu, a mijenja ga Jim Caldwell. Već u prvoj njegovoj sezoni Coltsi dolaze do Super Bowla, ali bivaju poraženi od New Orleans Saintsa Drewa Breesa 31:17.
Sezonu 2011. Manning propušta zbog ozljede i klub završava s najslabijim omjerom u ligi i dobiva prvi izbor na idućem draftu. Coltsi biraju quarterbacka Andrewa Lucka,  kojem se predviđa vrhunska karijera, a Peytona Manninga otpuštaju iz momčadi. Predvođeni Luckom, Coltsi 2012. i 2013. ulaze u doigravanje.

## Učinak po sezonama od 2008.
| Sezona | Liga | Konferencija | Divizija | Regularni dio sezone | Regularni dio sezone | Regularni dio sezone | Regularni dio sezone | Uspjeh u doigravanju              |
| Sezona | Liga | Konferencija | Divizija | Poz.                 | Pob.                 | Por.                 | Ner.                 | Uspjeh u doigravanju              |
| ------ | ---- | ------------ | -------- | -------------------- | -------------------- | -------------------- | -------------------- | --------------------------------- |
| 2008.  | NFL  | AFC          | Jug      | 2.                   | 12                   | 4                    | 0                    | poraženi u wild-card rundi        |
| 2009.  | NFL  | AFC          | Jug      | 1.                   | 14                   | 2                    | 0                    | poraženi u Super Bowlu XLIV       |
| 2010.  | NFL  | AFC          | Jug      | 1.                   | 10                   | 6                    | 0                    | poraženi u wild-card rundi        |
| 2011.  | NFL  | AFC          | Jug      | 4.                   | 2                    | 14                   | 0                    |                                   |
| 2012.  | NFL  | AFC          | Jug      | 2.                   | 11                   | 5                    | 0                    | poraženi u wild-card rundi        |
| 2013.  | NFL  | AFC          | Jug      | 1.                   | 11                   | 5                    | 0                    | poraženi u divizijskoj rundi      |
| 2014.  | NFL  | AFC          | Jug      | 1.                   | 11                   | 5                    | 0                    | poraženi u konferencijskom finalu |
| 2015.  | NFL  | AFC          | Jug      | 2.                   | 8                    | 8                    | 0                    |                                   |
| 2016.  | NFL  | AFC          | Jug      | 3.                   | 8                    | 8                    | 0                    |                                   |
| 2017.  | NFL  | AFC          | Jug      | 3.                   | 4                    | 12                   | 0                    |                                   |
| 2018.  | NFL  | AFC          | Jug      | 2.                   | 10                   | 6                    | 0                    | poraženi u divizijskoj rundi      |